# 馬鹿 (妖怪)

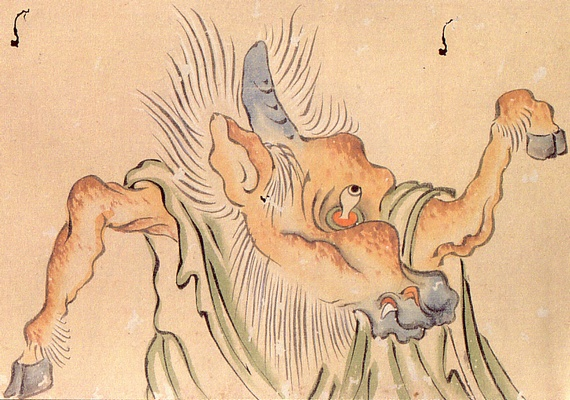
尾田郷澄『百鬼夜行絵巻』で描かれている「馬鹿」（うましか）

馬鹿（うましか）は、日本の妖怪絵巻に描かれている妖怪。

## 概要
衣服を着て前足を左右に広げ、目の玉が上に向かって飛び出した馬の姿で描かれている。前足の蹄はふたつに割れており鹿であることを示しているようである。江戸時代に描かれた絵巻物『百物語化絵絵巻』（1780年）に描かれているのが確認されている。江戸時代に描かれた絵巻物のひとつである尾田郷澄『百鬼夜行絵巻』や、『化物尽絵巻』（国際日本文化研究センター所蔵）にも全くおなじ姿勢で同画題は描かれている。
絵巻物にしか見られない同様の妖怪たちの例とおなじく、どのようなことをする妖怪であるのかは絵巻物にも示されていないため、具体的な意図や来歴の詳細は不明である。1990年代までは尾田郷澄『百鬼夜行絵巻』における独自に描かれた妖怪と見られていたが、いそがしや白うかりのように他の妖怪絵巻の類にも前後して描かれている事実が確認出来た妖怪のひとつである。「馬鹿」という言葉の漢字表記から連想されて描かれたものであると見られている。
現代仮名づかい表記において、むましかと表記されることもあるが、「むま」は一般的な「馬」（んま・うま）の歴史的仮名づかいでの表記であり、原文表記以外の場面で、現代仮名づかいとしての読み表記に用いるのは不統一な誤用に過ぎない。また、平成以降の妖怪図鑑などでの解説には、人間に取り憑いて無益な行動や力を持たせ馬鹿者にしてしまう妖怪であるという内容も語られているが、そのような言及のある過去の資料は存在していない。